# Finn Viderø
Finn Viderø né le 15 août 1906 à Fuglebjerg, mort le 13 mars 1987 est un organiste et compositeur danois.

## Carrière
Il fait des études musicales au conservatoire de Copenhague (orgue, composition musicale). Il occupe plusieurs tribunes à Copenhague (église réformée franco-allemande, église Saint-André, église de la Trinité). Docteur en musicologie, il enseigne la théorie musicale (1935-1945), donne des conférences sur l'orgue (1949-1974) notamment à l'Université Yale. Il donne des cours à partir de 1968 au conservatoire royal de Copenhague.
Plusieurs fois récompensé (médaille Harriet Cohen, prix Buxtehude, prix Gramex, prix Ludwig Schytte), il a écrit des articles sur la musique ancienne des XVIe et XVIIe siècles et a composé notamment deux cantates, des pièces pour orgue et des adaptations de chant grégorien sur des textes danois.

## Source
- Alain Pâris Dictionnaire des interprètes Bouquins/Laffont 1989 p.864